# Clem Thomas
Richard Clement Charles Thomas, detto Clem (Cardiff, 28 gennaio 1929 – Swansea, 5 settembre 1996), fu un giornalista sportivo britannico, in precedenza rugbista a 15 internazionale per il Galles in cui militò per dieci anni dal 1949 al 1959, oltre a rappresentare la formazione interbritannica dei British Lions.
Scrisse di rugby dalle colonne del Guardian, dell'Observer e, negli ultimi anni di carriera, dell'Independent.

## Biografia
Studente alla Blundell's School di Tiverton, in Devon, rappresentò il Galles giovanile già a 17 anni nel 1946, quando con la selezione studentesca nazionale batté i pari categoria inglesi a Cardiff; entrò a Cambridge nel 1948 giocando come terza linea ala nel Varsity Match 1949 perso contro Oxford.
A quella data aveva già esordito per il Galles nel Cinque Nazioni 1949 contro la Francia a Colombes; marcò la sua unica meta in nazionale nel 1952 contro l'Irlanda e, nel 1955, fece parte della selezione dei British Lions che prese parte al tour in Sudafrica, risoltosi in un pareggio 2-2: dopo i primi match fu colpito da appendicite e dovette operarsi e trascorrere la convalescenza in loco, riuscendo peraltro a rientrare in squadra contro la Rhodesia a metà tour e a disputare il quarto test match contro gli Springbok.
Il momento più significativo della sua carriera internazionale è, comunque, legato alla più recente vittoria del Galles sulla Nuova Zelanda, ottenuta nel corso del tour europeo degli All Blacks del 1953-54: con la gara ferma sull'8-8, fu proprio un break di Thomas a innescare l'ala Ken Jones e mandarlo in meta dando così alla squadra i punti per conseguire un'eclatante, e storica, vittoria.
Terminata la carriera agonistica, non intraprese l'attività di famiglia di macellaio ma si dedicò al giornalismo, entrando nella redazione sportiva del Guardian e curando per esso, e per l'Observer, il suo domenicale, le cronache domestiche e internazionali di rugby; per 35 anni, fino al 1994, firmò articoli per tali periodici per poi passare all'Independent, per il quale scrisse fino alla morte avvenuta nel 1996 a 67 anni.
Di orientamento liberale, concorse due volte per tale partito alle elezioni generali del 1974 e a quelle europee del 1979.
È autore di due libri, uno sulla storia dei British Lions e un altro sulla rinascita del rugby gallese.

## Opere
- (EN) Clem Thomas e Geoffrey Nicholson, Welsh Rugby: The Crowning Years 1968-1980, Glasgow, William Collins, Sons, 1980, ISBN 0002116413.
- (EN) Clem Thomas, The History of the British Lions, Edimburgo, Mainstream Publishing, 1996, ISBN 1851588698.